# Cyanus
 Cyanus  (Mill.) DC., 1838 è una sezione del genere Centaurea di piante spermatofite dicotiledoni appartenente alla famiglia delle Asteraceae.

## Etimologia
Il nome di questa sezione deriva da una parola greca κύανος kýanos "sostanza di colore blu scuro simile ai lapislazzuli" e si riferisce al colore prevalente dei fiori di questo gruppo. Ciano (Cyanus), nella mitologia romana, era un giovane innamorato della dea Flora, ed essa quando lo trovò disteso su un campo di fiordalisi, diede a questi fiori il nome del suo amato.
Il nome scientifico della sezione è stato proposto per la prima volta dal botanico scozzese Philip Miller (1691 - 1771) perfezionato in seguito dal botanico svizzero Augustin Pyrame de Candolle (1778-1841) in una pubblicazione del 1838.

## Descrizione
I dati morfologici si riferiscono soprattutto alle specie europee e in particolare a quelle spontanee italiane.

Le piante di questo gruppo sono sia annuali (subsect. Cyanus) che perenni (subsect. Perennes) con altezze variabili fino al metro. La forma biologica prevalente è emicriptofita scaposa (H scap), ossia sono piante perenni, con gemme svernanti al livello del suolo e protette dalla lettiera o dalla neve e dotate di un asse fiorale eretto e spesso privo di foglie. Sono presenti anche altre forme biologiche tipo terofita scaposa (T scap), ossia piante annue con riproduzione tramite il seme. Alcune specie sono grigio- o bianco-tomentose.

### Radici
Le radici possono essere sia di tipo fittonante che secondarie da rizoma.

### Fusto
I fusti in genere sono eretti e ascendenti, per lo più monocefali o poco ramosi.

### Foglie
Può essere presente una rosetta basale con foglie picciolate a lamina intera o poco divisa. Quelle cauline sono in genere da lanceolate a strettamente lanceolate. Sono amplessicauli e a volte anche decorrenti lungo il gambo. La superficie è ricoperta da un tomento aracnoide.

### Infiorescenza
Le infiorescenze consistono in capolini eterogami per lo più solitari. In qualche caso si hanno formazioni corimbose o panicolate. I capolini sono formati da un involucro a forma più o meno cilindrica (o ovoidale) composto da diverse squame (o brattee) disposte in modo embricato al cui interno un ricettacolo fa da base ai fiori. Le squame sono provviste di una appendice con 5-15 brevi ciglia scure, o anche argentee, per lato. Diametro dei capolini: 20–70 mm.

### Fiori
I fiori sono tutti del tipo tubuloso (il tipo ligulato, i fiori del raggio, presente nella maggioranza delle Asteraceae, qui è assente), sono ermafroditi (in particolare quelli centrali), tetra-ciclici (sono presenti 4 verticilli: calice – corolla – androceo – gineceo) e pentameri (ogni verticillo ha 5 elementi).
- Formula fiorale:

- /x K {\displaystyle \infty }, [C (5), A (5)], G 2 (infero), achenio

- Calice: i sepali del Calice sono ridotti ad una coroncina di squame.
- Corolla: la corolla è tubulosa con apice a 5 lobi esili. Quelli centrali sono zigomorfi e sono ermafroditi, quelli periferici sono attinomorfi, più grandi (i lobi a volte sono allargati), sterili e disposti in modo patente per rendere più appariscente tutta l'infiorescenza.[14]. In genere il colore della corolla è azzurro (raramente bianco) per i fiori esterni e più o meno purpureo per quelli interni.
- Androceo: gli stami sono 5 con filamenti liberi ma corti (sono pelosi verso la metà della loro lunghezza), mentre le antere sono saldate in un manicotto (o tubo) circondante lo stilo e lungo quasi quanto la corolla; la parte superiore è costituita da prolungamenti coriacei.[15] I filamenti delle antere sono provvisti di movimenti sensitivi attivati da uno stimolo tattile qualsiasi (come ad esempio un insetto pronubo) in modo da far liberare dalle antere il polline. Contemporaneamente anche lo stilo si raddrizza per ricevere meglio il polline.[14]
- Gineceo: gli stigmi dello stilo sono due divergenti; l'ovario è infero uniloculare formato da 2 carpelli.[15]

### Frutti
I frutti sono degli acheni con pappo. Gli acheni sono lunghi 3–6 mm; il pappo, formato da setole e/o scaglie, è lungo 1–3 mm.

## Biologia
- Impollinazione: l'impollinazione avviene tramite insetti (impollinazione entomogama tramite farfalle diurne e notturne).
- Riproduzione: la fecondazione avviene fondamentalmente tramite l'impollinazione dei fiori (vedi sopra).
- Dispersione: i semi (gli acheni) cadendo a terra sono successivamente dispersi soprattutto da insetti tipo formiche (disseminazione mirmecoria). In questo tipo di piante avviene anche un altro tipo di dispersione: zoocoria. Infatti gli uncini delle brattee dell'involucro si agganciano ai peli degli animali di passaggio disperdendo così anche su lunghe distanze i semi della pianta.

## Distribuzione e habitat
In Italia questa sezione è abbastanza bene distribuito su tutto il territorio. L'habitat tipico sono le boscaglie, le colture, ma anche gli incolti, i prati e i margini erbacei. Le piante di questo gruppo prediligono di norma suoli basici e secchi. In montagna possono raggiungere quote fino a circa 1.500 m s.l.m..

## Tassonomia
La famiglia di appartenenza di questa voce (Asteraceae o Compositae, nomen conservandum) probabilmente originaria del Sud America, è la più numerosa del mondo vegetale, comprende oltre 23.000 specie distribuite su 1.535 generi, oppure 22.750 specie e 1.530 generi secondo altre fonti (una delle checklist più aggiornata elenca fino a 1.679 generi). La famiglia attualmente (2021) è divisa in 16 sottofamiglie.
La tribù Cardueae (della sottofamiglia Carduoideae) a sua volta è suddivisa in 12 sottotribù (la sottotribù Centaureinae è una di queste).
Il genere Centaurea elenca oltre 700 specie distribuite in tutto il mondo, delle quali un centinaio sono presenti spontaneamente sul territorio italiano.

### Filogenesi
La classificazione della sottotribù Centaureinae rimane ancora problematica e piena di incertezze; mentre il genere Centaurea è inserito nel gruppo tassonomico informale Centaurea Group formato dal solo genere Centaurea. La posizione filogenetica di questo gruppo nell'ambito della sottotribù è definita come il "core" della sottotribù; ossia è stato l'ultimo gruppo a divergere intorno ai 10 milioni di anni fa.
La sect. Cyanus (Mill.) DC., 1838 è suddivisa (in base al ciclo biologico delle piante) in due sottosezioni:
- Centaurea L. sect. Cyanus (Mill.) DC. subsect. Cyanus (specie annue).
- Centaurea L. sect. Cyanus (Mill.) DC. subsect. Perennes Boiss. (specie perenni).

La Centaurea sect. Cyanus ha una origine orientale (probabilmente è nata da un ceppo caucasico o nord iraniano). Il gruppo è suddiviso in due sottosezioni, entrambe sono monofiletiche e ben definite. I caratteri distintivi del gruppo (dal resto delle centauree) sono:
- il colore dei fiori è azzurro, azzurro-violetto o blu;
- le brattee involucrali sono prive di spine;
- le appendici delle brattee dell'involucro hanno un margine che decorre su entrambi i lati fino alla base.

La pubblicazione di Sandro Pignatti "Flora d'Italia" considera questo gruppo (come altre checklist botaniche) segregato in un genere specifico: Cyanus Mill.. Questo gruppo comprende le seguenti specie (relative alla flora spontanea italiana):
Subsect. Perennes:
- Centaurea axillaris Willd. (sinonimo = Cyanus nanus (Ten.) Pignatti et Iamonico)
- Centaurea montana L. (sinonimo = Cyanus montanus (L.) Hill)
- Centaurea triumfettii All. (sinonimo = Cyanus triumfettii (All.) Dostál ex Á.Löve & D. Löve)

Subsect. Cyanus:
- Centaurea cyanus L. (sinonimo = Cyanus segetum Hill)
- Centaurea depressa M. Bieb. (sinonimo = Cyanus depressus (M. Bieb.) Sojaò

All'interno della sottosezione Perennes le due specie C. triumfettii e C. axilaris formano il Complesso di C. triumfettii individuato dai seguenti caratteri:
- le erbe sono perenni tipo emicriptofita scaposa alte fino a 8 dm;
- il fusto è erette con scanalature e ali decorrenti;
- la superficie delle foglie varia da verde a grigio-biancastra; la lamina lanceolata varia da intera a laciniata;
- i capolini (da 1 a 4) hanno un involucro a forma ovoidale-cilindrico;
- le appendici delle brattee dell'involucro sono colorate di brunastro (quasi nero);
- il colore delle corolle è bianco-roseo (il tubo) e azzurro-violetto le lacinie esterne;
- gli acheni sono pelosi con un pappo di 1 - 2 mm.

l cladogramma seguente, tratto dallo studio citato e semplificato, mostra una possibile configurazione filogenetica della sezione (relativamente alle specie della flora italiana).
|  | \| \| Centaurea axillaris \| \| \| \| \| \| Centaurea triumfettii \| \| \| \| |
|  |                                                                               |
|  | Centaurea montana                                                             |
|  |                                                                               |
|  | Centaurea axillaris                                                           |
|  |                                                                               |
|  | Centaurea triumfettii                                                         |
|  |                                                                               |

|  | Centaurea axillaris   |
|  |                       |
|  | Centaurea triumfettii |
|  |                       |

|  | \| \| Centaurea axillaris \| \| \| \| \| \| Centaurea triumfettii \| \| \| \| |
|  |                                                                               |
|  | Centaurea montana                                                             |
|  |                                                                               |
|  | Centaurea axillaris                                                           |
|  |                                                                               |
|  | Centaurea triumfettii                                                         |
|  |                                                                               |

|  | Centaurea axillaris   |
|  |                       |
|  | Centaurea triumfettii |
|  |                       |

|  | Centaurea cyanus   |
|  |                    |
|  | Centaurea depressa |
|  |                    |

|  | \| \| Centaurea axillaris \| \| \| \| \| \| Centaurea triumfettii \| \| \| \| |
|  |                                                                               |
|  | Centaurea montana                                                             |
|  |                                                                               |
|  | Centaurea axillaris                                                           |
|  |                                                                               |
|  | Centaurea triumfettii                                                         |
|  |                                                                               |

|  | Centaurea axillaris   |
|  |                       |
|  | Centaurea triumfettii |
|  |                       |

|  | \| \| Centaurea axillaris \| \| \| \| \| \| Centaurea triumfettii \| \| \| \| |
|  |                                                                               |
|  | Centaurea montana                                                             |
|  |                                                                               |
|  | Centaurea axillaris                                                           |
|  |                                                                               |
|  | Centaurea triumfettii                                                         |
|  |                                                                               |

|  | Centaurea axillaris   |
|  |                       |
|  | Centaurea triumfettii |
|  |                       |

|  | Centaurea cyanus   |
|  |                    |
|  | Centaurea depressa |
|  |                    |

### Visione sinottica della sezione
Per meglio comprendere ed individuare le varie specie del gruppo (solamente per le specie spontanee della flora italiana) l'elenco seguente utilizza in parte il sistema delle chiavi analitiche (vengono cioè indicate solamente quelle caratteristiche utili a distingue una specie dall'altra).
- 1A: il ciclo biologico delle piante è annuo o bienne;

- 2A: le foglie inferiori hanno la lamina a contorno da lanceolato a lineare con apici acuti; l'appendice delle squame è di colore bruno; il pappo degli acheni è lungo 3 - 4 mm;

Centaurea cyanus L. - Fiordaliso vero: l'altezza media della specie varia da 3 a 8 dm; il ciclo biologico è annuo; la forma biologica è terofita scaposa (T scap); il tipo corologico è Subcosmopolito; l'habitat tipico sono i campi di cereali; la distribuzione sul territorio italiano è completa fino ad una altitudine di 1.500 m s.l.m..
- 2B: le foglie inferiori hanno la lamina a contorno oblanceolato e ottuso; l'appendice delle squame è di colore rosso-nerastro; il pappo degli acheni è lungo 3,5 - 8 mm;

Centaurea depressa M. Bieb. - Fiordaliso depresso: l'altezza media della specie è 2 - 5 dm; il ciclo biologico è annuo (o bienne); la forma biologica è terofita scaposa (T scap); il tipo corologico è Sud Ovest / Centro-Asiatico; l'habitat tipico sono i campi incolti; la distribuzione sul territorio italiano è relativa alla sola Sicilia fino ad una altitudine di 1.000 m s.l.m..
- 1B: il ciclo biologico delle piante è perenne;

- 3A: il fusto in genere è semplice e porta un solo capolino; l'appendice delle squame esterne è nera, con contorno lacerato o dentato in modo irregolare (i denti sono più corti che larghi);

Centaurea montana L. - Fiordaliso montano: l'altezza media della specie è 2 - 8 dm; il ciclo biologico è perenne; la forma biologica è emicriptofita scaposa (H scap); il tipo corologico è Orofita Centro-Europeo; l'habitat tipico sono le boscaglie, i cedui e i prati pingui; la distribuzione sul territorio italiano è relativa nord e al centro dell'Italia fino ad una altitudine compresa fra 300 e 1.900 m s.l.m..
- 3B: il fusto è ramificato apicalmente e porta fino a 4 capolini; l'appendice delle squame esterne è brunastra, con contorno regolarmente dentato (i denti sono più lunghi che larghi);

Centaurea triumfettii All. - Fiordaliso di Trionfetti: l'altezza media della specie è 1 - 8 dm; il ciclo biologico è perenne; la forma biologica è emicriptofita scaposa (H scap); il tipo corologico è Orofita - Sud e Centro Europeo; l'habitat tipico sono le boscaglie e i prati aridi; la distribuzione sul territorio italiano è totale fino ad una altitudine di 2.400 m s.l.m..
Centaurea axillaris Willd. - Fiordaliso nano: l'altezza media della specie è 3 - 8 cm; il ciclo biologico è perenne; la forma biologica è emicriptofita scaposa (H scap); il tipo corologico è Endemico; l'habitat tipico sono i prati e i pascoli subalpini; la distribuzione sul territorio italiano è relativa al centro e sud dell'Italia fino ad una altitudine compresa fra 1.800 e 2.400 m s.l.m..

### Specie europee
Oltre alle cinque specie presenti sul territorio italiano, nell'area mediterranea e in Europa sono presenti le seguenti altre entità:
- Centaurea bourgaei Boiss. - Distribuzione: Anatolia
- Centaurea cheiranthifolia  (Willd.) Soják - Distribuzione: Anatolia e Transcaucasia
- Centaurea cyanoides Wahlenb. - Distribuzione: Israele, Giordania, Libano e Siria
- Centaurea cyanomorpha Stef. & T. Georgiev - Distribuzione: Bulgaria
- Centaurea eflanensis (Kaya & Bancheva) Sirin & Ertugrul - Distribuzione: Anatolia
- Centaurea elbrusensis Boiss. & Buhse - Distribuzione: Armenia
- Centaurea epirota Halácsy - Distribuzione: Grecia e Albania
- Centaurea germanicopolitana Bornm. - Distribuzione: Anatolia
- Centaurea lanigera DC. - Distribuzione: Anatolia
- Centaurea maramarosiensis (Jáv.) Czerep. - Distribuzione: Romania e Ucraina
- Centaurea matthiolifolia Boiss. - Distribuzione: Anatolia
- Centaurea mollis Waldst. & Kit. - Distribuzione: Europa Orientale
- Centaurea napulifera Rochel - Distribuzione: Penisola Balcanica
- Centaurea nissana Petrovic - Distribuzione: Penisola Balcanica
- Centaurea orbelica Velen. - Distribuzione: Penisola Balcanica e Anatolia
- Centaurea pinardi Boiss. - Distribuzione: Penisola Balcanica e Anatolia
- Centaurea pindicola Griseb. - Distribuzione: Penisola Balcanica
- Centaurea pinnatifida Schur - Distribuzione: Romania
- Centaurea reuteriana Boiss. - Distribuzione: Anatolia
- Centaurea tanaitica Klokov - Distribuzione: Russia centro-europea e Ucraina
- Centaurea tchihatcheffii Fisch. & C.A. Mey. - Distribuzione: Anatolia
- Centaurea thirkei Sch. Bip. - Distribuzione: Penisola Balcanica e Anatolia

## Alcune specie

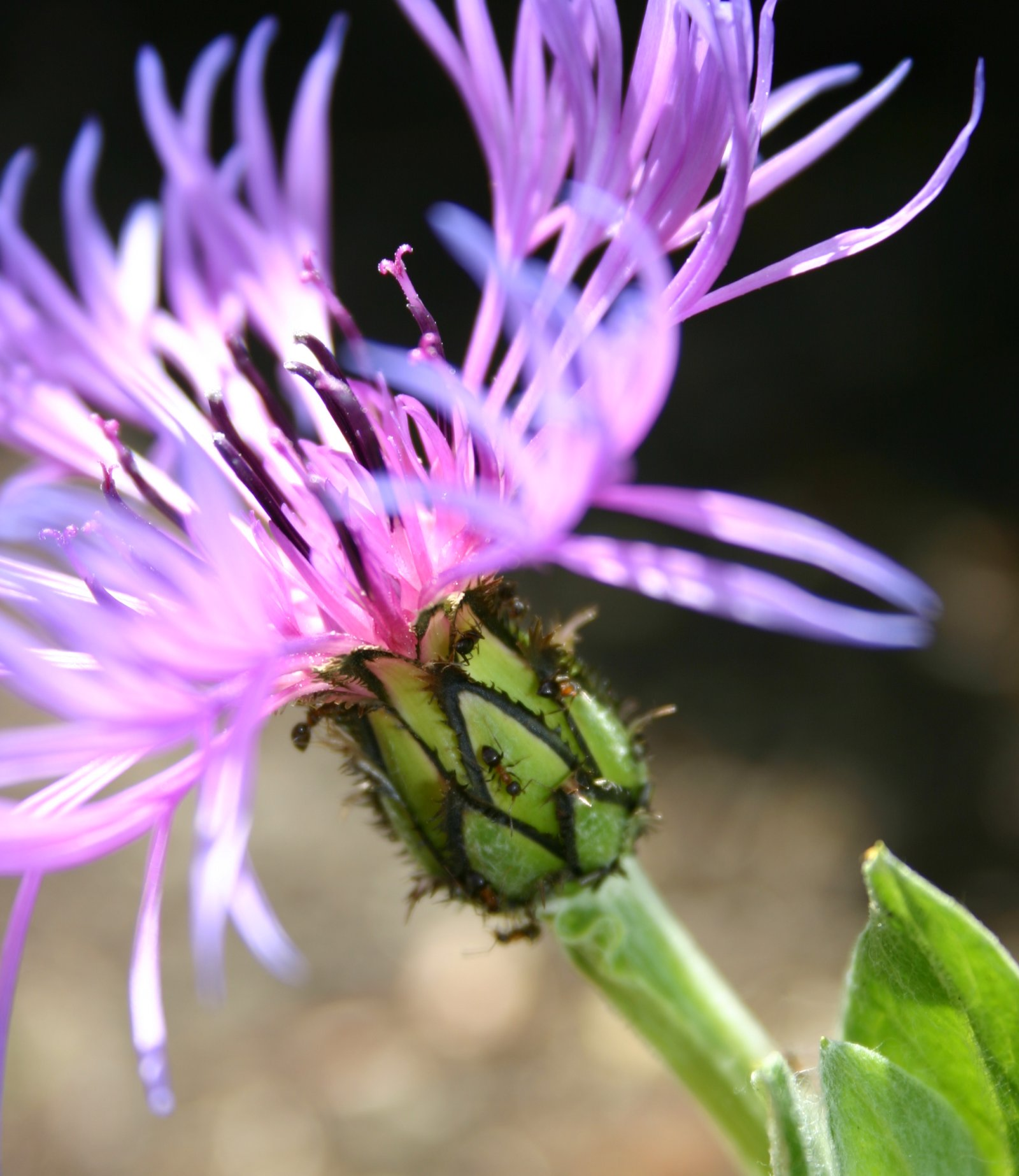
Centaurea montana (L’involucro)
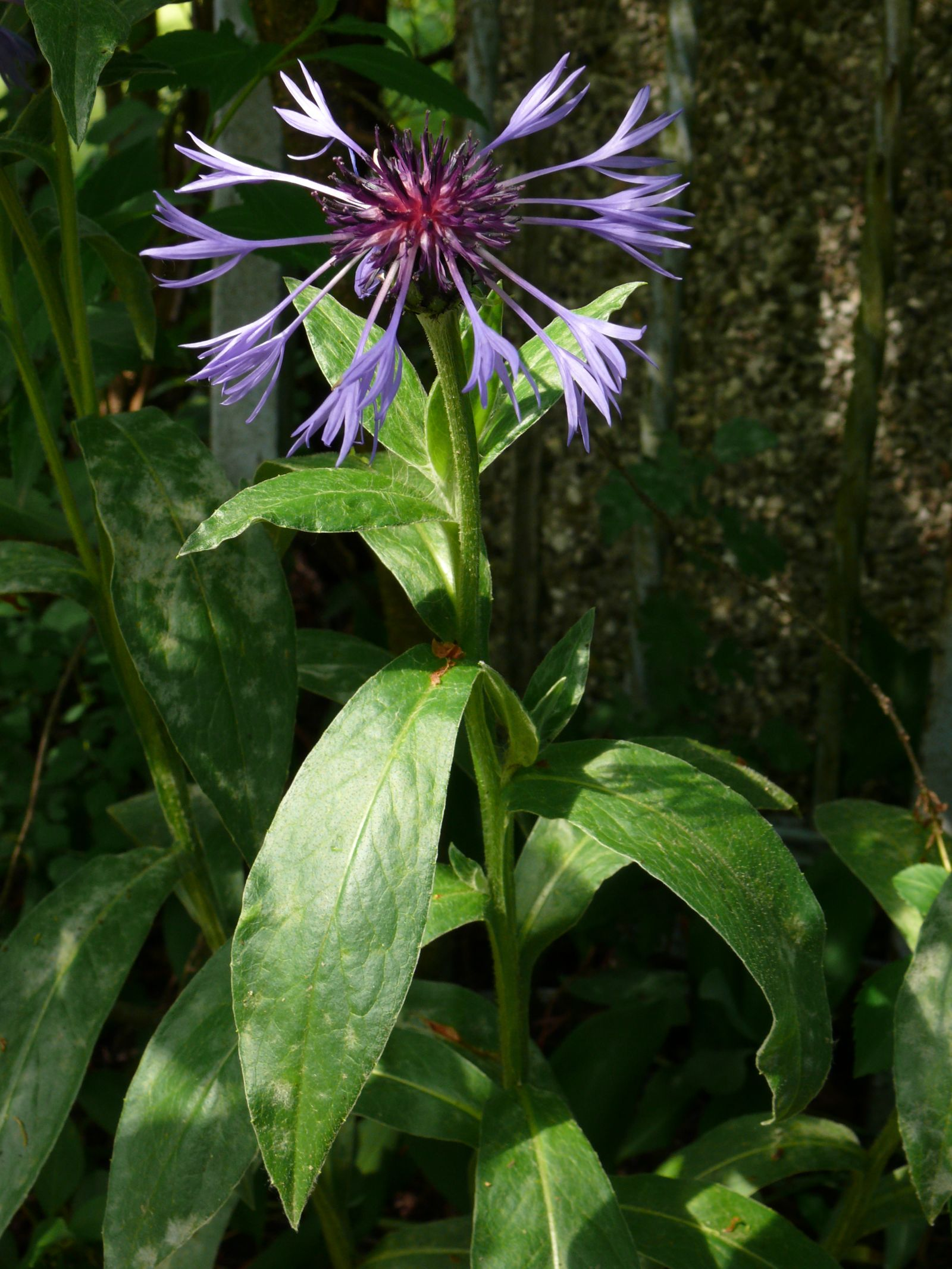
Centaurea montana (Le foglie)
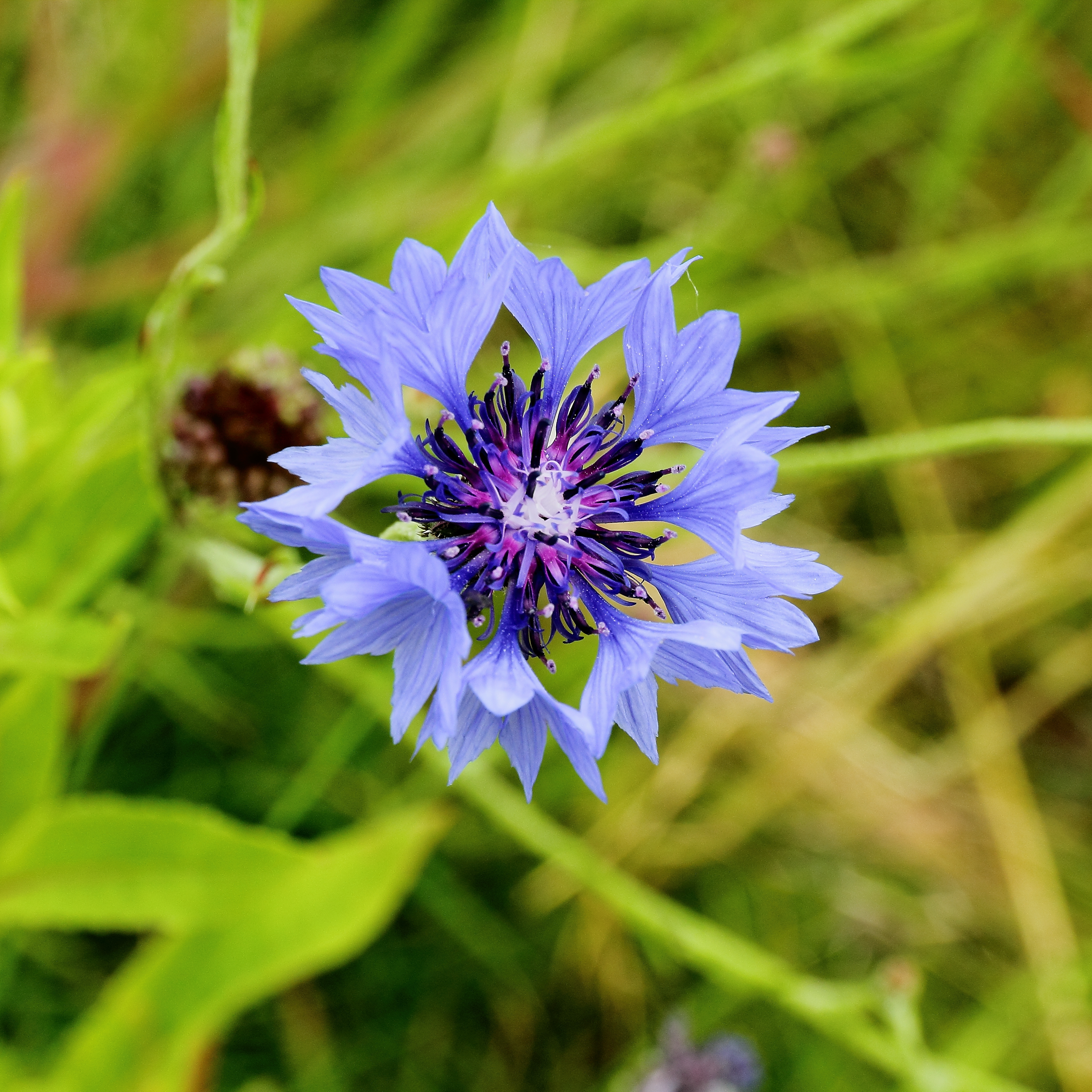
Centaurea cyanus (I fiori)
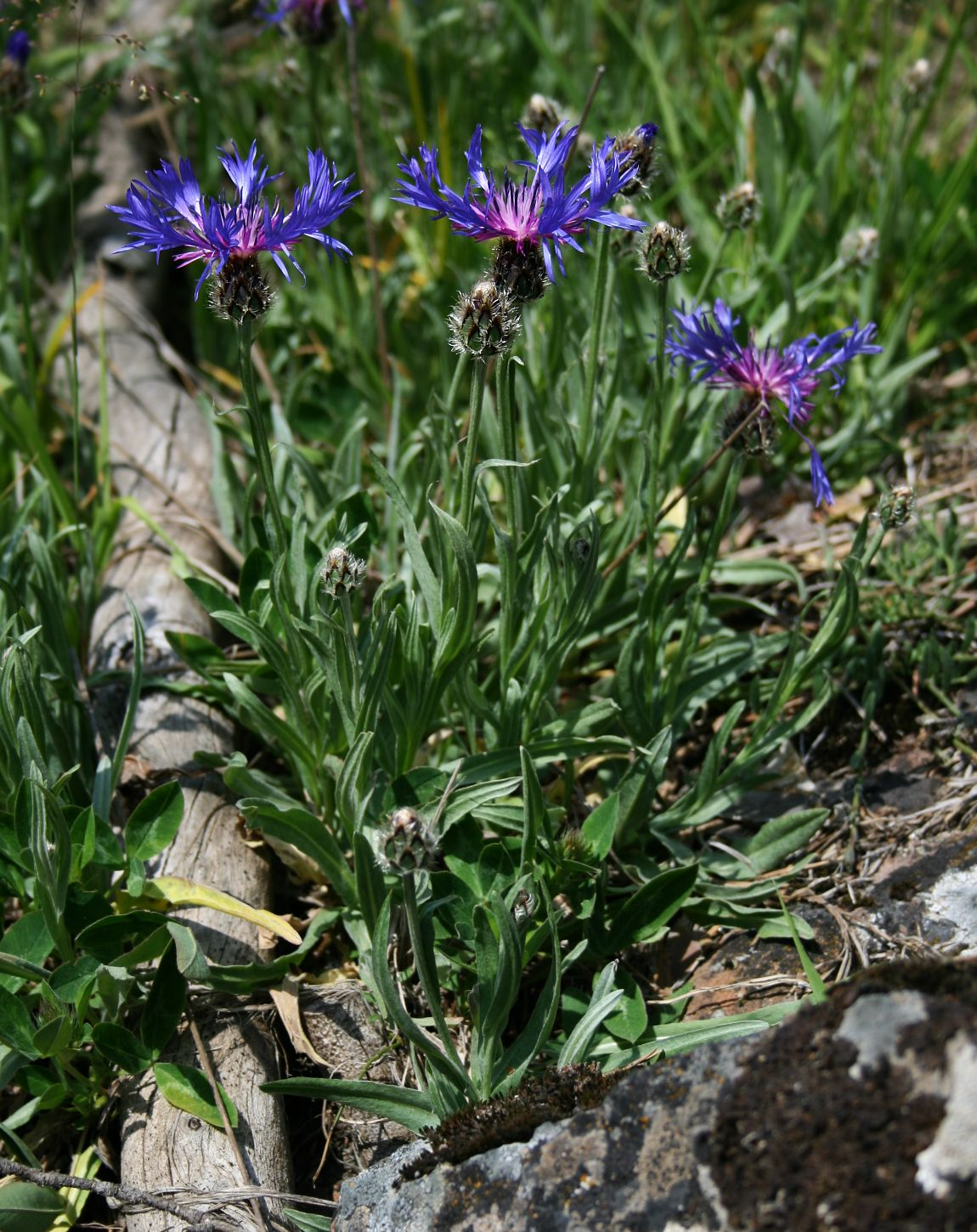
Centaurea triumfettii (Il portamento)